# Ooievaarsbek (geslacht)

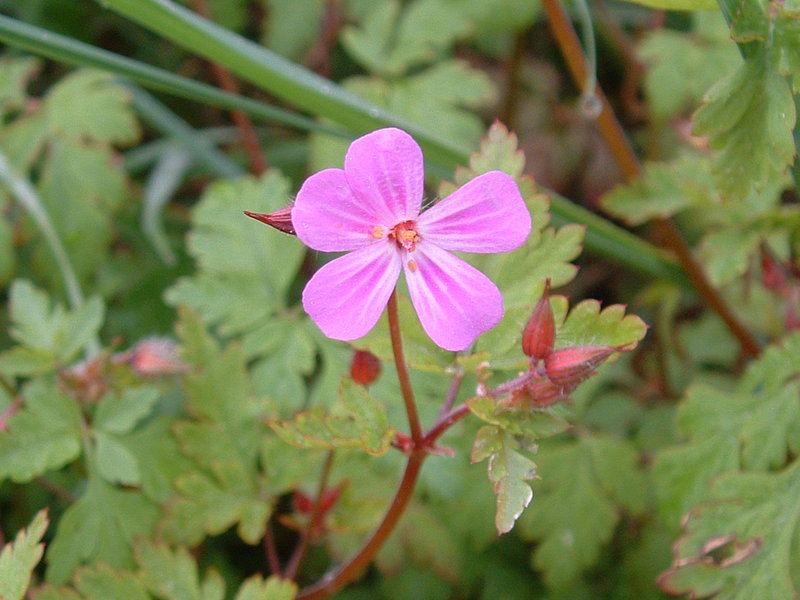
Robertskruid (Geranium robertianum)

Ooievaarsbek (Geranium) is een geslacht van planten uit de ooievaarsbekfamilie.
De naam is afgeleid van het Griekse géranos (γέρανος), dat kraanvogel betekent. De Nederlandse naam is echter ooievaarsbek, gebaseerd op het Oudgrieks Pelargonium (ooievaar).

## Soorten
In Nederland en België komen de volgende soorten voor:
- Beemdooievaarsbek (Geranium pratense)
- Bermooievaarsbek (Geranium pyrenaicum)
- Bloedooievaarsbek (Geranium sanguineum)
- Bosooievaarsbek (Geranium sylvaticum)
- Donkere ooievaarsbek (Geranium phaeum)
- Fijne ooievaarsbek (Geranium columbinum)
- Glanzige ooievaarsbek (Geranium lucidum)
- Robertskruid (Geranium robertianum)
- Klein robertskruid (Geranium purpureum)
- Kleine ooievaarsbek (Geranium pusillum)
- Knopige ooievaarsbek (Geranium nodosum)
- Moerasooievaarsbek (Geranium palustre)
- Ronde ooievaarsbek (Geranium rotundifolium)
- Slipbladige ooievaarsbek (Geranium dissectum)
- Zachte ooievaarsbek (Geranium molle)

## Ecologische betekenis
Ooievaarsbekken zijn voedselplant voor Aricia allous, Aricia artaxerxes, Aricia cramera, Aricia eumedon, Aricia kogistana, Aricia nicias, Aricia vandarbani, Cacyreus dicksoni, Cacyreus marshalli, Cacyreus palemon, Callimorpha dominula (Bonte beer), Ctenoplusia limbirena, Euphydryas aurinia (Moerasparelmoervlinder), Malacosoma castrense, Orgyia antiqua, Thaumetopoea herculeana, Xanthorhoe munitata en Zacladus exiguus.

### Bloemdiagram

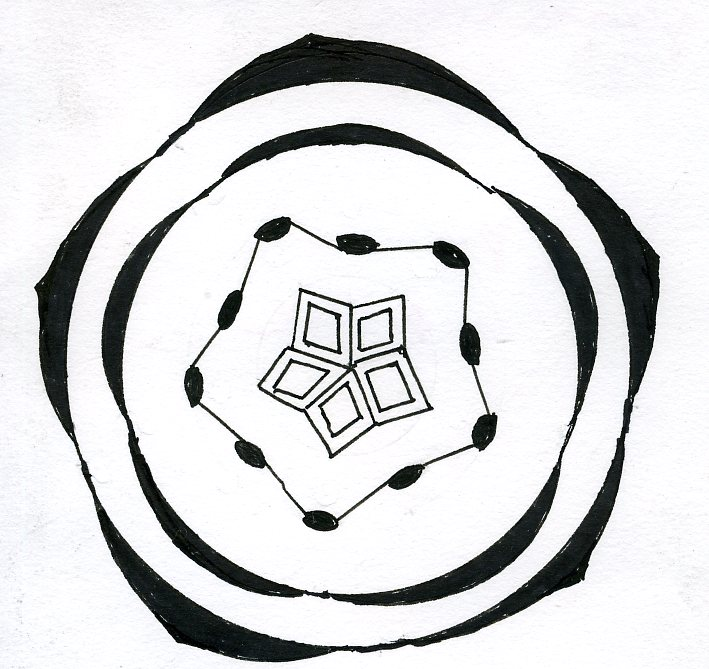

### Bloemformule
- K 5, C 5, A 5+5, G 5

## Tuinplanten
Van de geranium worden meer dan 600 soorten en variëteiten als tuinplant gekweekt. Veel gebruikte soorten zijn:
- Geranium cinereum: lage geranium met meest dieproze bloemen, geschikt voor de rotstuin
- Geranium endressii: lang bloeiende middelhoge geranium. Er zijn variëteiten met witte en roze bloemen.
- Geranium himalayense: geranium met grote blauwe bloemen
- Geranium ibericum: vroegbloeiende geranium met blauwe bloemen
- Geranium 'Johnson's Blue': geranium met grote blauwe bloemen. Bloeit aan het begin en aan het eind van de zomer.
- Rotsooievaarsbek (Geranium macrorrhizum): groenblijvende geranium die kort en karig bloeit. Vooral gebruikt als bodembedekker.
- Geranium phaeum: schaduwminnende geranium met donkerrode bloemen
- Geranium pratense 'Mrs Kendall Clark': kortbloeiende vrij hoge geranium met grote wit met blauwe bloemen
- Geranium psilostemon: hoge, langbloeiende geranium met grote bladeren en grote dieproze bloemen
- Geranium renardii: kortbloeiende geranium met witte bloemen en zacht behaarde, gelobde bladeren; sommige hybriden hebben paarse bloemen
- Geranium sanguineum: lage geranium met felroze bloemen
- Geranium tuberosum: knolvormende geranium met bloemen in clusters. Bladeren verwelken na bloei.

## Trivia
Mensen die 'achter de geraniums zitten', zitten doorgaans achter een Pelargonium.
... · 
G. columbinum (fijne ooievaarsbek) · 
G. dissectum (slipbladige ooievaarsbek) · 
G. lucidum (glanzige ooievaarsbek) · 
G. macrorrhizum (rotsooievaarsbek) · 
G. molle (zachte ooievaarsbek) · 
G. nodosum (knopige ooievaarsbek) · 
G. palustre (moerasooievaarsbek) · 
G. phaeum (donkere ooievaarsbek) · 
G. pratense (beemdooievaarsbek) · 
G. purpureum (klein robertskruid) · 
G. pusillum (kleine ooievaarsbek) · 
G. pyrenaicum (bermooievaarsbek) · 
G. robertianum (robertskruid) · 
G. rotundifolium (ronde ooievaarsbek) · 
G. sanguineum (bloedooievaarsbek) · 
G. sylvaticum (bosooievaarsbek) · 
...